# Đồn Đạc
Đồn Đạc là một xã thuộc huyện Ba Chẽ, tỉnh Quảng Ninh, Việt Nam.
Xã Đồn Đạc có diện tích 132,98 km², dân số năm 1999 là 4303 người, mật độ dân số đạt 32 người/km².